# آیه ماونگ لای
آیه ماونگ لای (انگلیسی: Aye Maung Lay؛ زادهٔ ۱۰ ژوئن ۱۹۵۴) بازیکن فوتبال اهل میانمار بود.
وی به‌همراه تیم ملی فوتبال میانمار در بازی‌های المپیک تابستانی ۱۹۷۲ شرکت کرده‌است.